# Moderne Algebra
Moderne Algebra ist ein einflussreiches zweibändiges Lehrbuch der Algebra von Bartel Leendert van der Waerden, das zuerst 1930/31 bei Julius Springer erschien. Es beruht auf Vorlesungen von Emmy Noether in Göttingen und Emil Artin in Hamburg, die van der Waerden – er war bei Erscheinen des Buches erst 27 Jahre alt und 1924 nach Göttingen gekommen – besuchte. Es gilt als erstes modernes Lehrbuch der Algebra, basierend auf der abstrakten, axiomatischen und strukturbetonten Zugangsweise der Hilbert-Noether Schule in Göttingen, die schon von Richard Dedekind Ende des 19. Jahrhunderts begonnen wurde. Damit unterscheidet es sich deutlich von älteren Lehrbüchern der Algebra, wie insbesondere dem von Heinrich Weber, bei denen noch die Theorie der Gleichungen eine große Rolle spielte, markiert einen Wendepunkt in der Lehre der Algebra und war mehrere Jahrzehnte ein Standardlehrbuch.

## Hauptteil
Als eine der Quellen des Buches gibt Van der Waerden an: Algebra-Vorlesung von Emil Artin (Sommersemester 1926 Hamburg), ein Seminar Idealtheorie in Hamburg im Wintersemester 1926/27 (Emil Artin, Wilhelm Blaschke, Otto Schreier), Vorlesungen von Emmy Noether über Gruppentheorie  und Hyperkomplexe Zahlen (Wintersemester 1924/25 und Wintersemester 1927/28 in Göttingen). Emmy Noether, das Haupt der Algebraiker-Schule in Göttingen in den 1920er Jahren, veröffentlichte selbst kein Algebra-Lehrbuch und Emil Artin erst viel später. Ursprünglich wollte Artin ein Lehrbuch der Algebra schreiben und spannte van der Waerden dafür ein, der ihm auch das erste und zweite Kapitel vorlegte und auf die von Artin zugesagten Kapitel wartete. Bald darauf gab Artin jedoch seine Absicht auf. Van der Waerden arbeitete allein an dem Buch, als er (ab 1927) Professor in Groningen war. Dazwischen war er 1929 als Gastprofessor in Göttingen, wo er heiratete. Er stand in Groningen auch in ständigem Kontakt mit Emmy Noether, die ihn zum Abschluss des Buches drängte, selbst während seiner Flitterwochen. Emmy Noether selbst hatte gegenüber Anfängern wenig pädagogisches Geschick und war vor allem an der Forschung interessiert, und ihre Vorlesungen hatten den Charakter von Forschungsseminaren (später im Exil am Bryn Mawr College verwendete sie das Lehrbuch von van der Waerden für Anfängervorlesungen).
Die 4. Auflage 1955 hatte nur noch Algebra im Titel, einem Vorschlag von Heinrich Brandt in der Besprechung der dritten Auflage 1955 folgend.
Auch in den USA, wo nach den Worten von Garrett Birkhoff die Algebra bei Erscheinen der 1. Auflage bis dahin gegenüber der Analysis eine untergeordnete Rolle spielte, übte das Buch insbesondere bei jüngeren Mathematikern von Anfang an einen großen Einfluss aus in der Etablierung der Algebra als aktives Forschungsgebiet. Ein Vorteil war auch, dass das Buch in relativ einfachem Deutsch geschrieben war und sich somit auch für das Erlernen deutscher Sprache eignete. Das erste Lehrbuch der modernen Algebra in den USA war noch vor der englischen Übersetzung von van der Waerdens Buch der Survey of Modern Algebra (1941) von Birkhoff und Saunders MacLane (letzterer benutzte in seinen Algebra-Vorlesungen in Harvard 1935 van der Waerdens Buch). Als erste zusammenhängende Darstellung der damals in der Algebra führenden deutschen algebraischen Schule abstrakter Algebra (wozu neben den Erwähnten auch Mathematiker wie Helmut Hasse, Max Deuring, Wolfgang Krull, Richard Brauer, Otto Schreier und Ernst Steinitz, dessen Behandlung der Körpertheorie von 1910 von großem Einfluss für die moderne Algebra war, gehörten) übte van der Waerden´s Buch auch einen großen Einfluss auf Nicolas Bourbaki in Frankreich aus. Einer der Hauptautoren von Bourbaki Jean Dieudonné schrieb sogar, dass Bourbakis Elemente am Anfang van der Waerdens Buch als Modell folgten. Die Mathematikergruppe Bourbaki entwickelte die Auffassung der Mathematik als Theorie von Strukturen nach dem Krieg weiter.
Reinhard Siegmund-Schultze befasste sich mit der Rezeptionsgeschichte der Noether-Schule in den USA, in der Emmy Noethers Konzept der abstrakten Algebra während der 1930er Jahre allmählich die älteren Zugänge (repräsentiert in den USA durch Leonard Dickson) verdrängte, wobei van der Waerdens Buch eine bedeutende Rolle spielte. Man identifizierte später sogar die neue abstrakte Richtung der Noether-Schule mit „deutscher“ Algebra, obwohl es auch weitere bedeutende algebraische Schulen in Deutschland gab, wie die von Issai Schur in Berlin, die sich vor allem mit Darstellungstheorie befassten. Es gab auch 1935 Pläne (ebenfalls von Emmy Noether unterstützt) eines Lehrbuchs der Algebra aus der Schur-Schule, verfasst vom inzwischen nach Toronto emigrierten Richard Brauer, das ebenfalls in der Grundlehren-Reihe von Springer erscheinen sollte, die sich dann aber zerschlugen. Nicht zuletzt auf Anraten von van der Waerden und Friedrich Karl Schmidt (die beiden waren mit Courant Herausgeber der Grundlehren) nahm Springer davon Abstand. Auch Richard Courant, der das Buch von Brauer angeregt hatte als Lehrbuch für Studenten, die von der abstrakten axiomatischen Denkweise abgeschreckt wären, riet, nachdem er lange dafür gekämpft hatte, am Ende von der Publikation bei Springer in Deutschland ab, da die Verbindung zu Emigranten den Verlag anfällig für Angriffe durch die Nationalsozialisten machen würde und es außerdem schon genug Algebra-Lehrbücher in Deutschland gebe. Siegmund-Schultze sieht darin einen paradoxen Siegeszug der eigentlich von den Nationalsozialisten (zum Beispiel Ludwig Bieberbach) abgelehnten abstrakten Richtung der Algebra (repräsentiert durch van der Waerdens Lehrbuch) gegenüber traditionelleren Zugängen als Folge der Zerschlagung der Schur-Schule. Allerdings hieß das keineswegs, dass sich Van der Waerdens Lehrbuch der Algebra für Anfänger schon in den 1930er Jahren in Deutschland durchgesetzt hätte.
Es gab im Laufe der Jahre einige Änderungen im Text. In der zweiten Auflage entfernte van der Waerden die Abschnitte über Wohlordnung und transfinite Induktion – sie wurden in der 3. Auflage wieder aufgenommen – und mied mengentheoretische Konzepte (Auswahlaxiom, Wohlordnungssatz) in der Körpertheorie aufgrund der damals andauernden Diskussionen über die Grundlagen der Mathematik (Brouwer und der Intuitionismus). Im Vorwort drückte er aber sein Bedauern aus, dass ein vollständig finitistischer Zugang unter Vermeidung aller nichtkonstruktiver Existenzbeweise ein zu großes Opfer gewesen wäre. Neuere Ergebnisse wie die Bewertungstheorie und in der Algebrentheorie (früher Hyperkomplexe Zahlen) kamen in der 2. und 3. Auflage hinzu. In der 4. Auflage kamen die Kapitel über Algebraische Funktionen einer Variablen und Topologische Algebra hinzu und die Forschungen von Nathan Jacobson (Radikal-Theorie) und Wolfgang Krull (Idealtheorie) flossen ein. Van der Waerden hatte sich inzwischen intensiv mit einem Neuaufbau der Algebraischen Geometrie befasst, was eine Quelle für viele Ergänzungen war.
Für die 7. Auflage 1966 ergänzte van der Waerden ein Kapitel Vektor- und Tensorräume, da das Buch wie er im Vorwort sagte, zunehmend als einführendes Lehrbuch für die Algebra insgesamt benutzt wurde, während er ursprünglich nur eine Einführung in die Moderne Algebra geben wollte und Grundlagen der Linearen Algebra (wie Determinantentheorie) voraussetzte. Eine Umordnung der beiden Bände, die den ersten Band zu einem Text zur Einführung in die Algebra machen sollten (bis auf Determinantentheorie), hatte er aber schon in der zweiten Auflage vollzogen.
Das Lehrbuch wurde bis 2003 neu herausgegeben (in den 1970er Jahren bei Springer in der Reihe Heidelberger Taschenbücher), aber wurde in der Lehre zunehmend von anderen Algebra-Lehrbüchern, die auch den kategorientheoretischen Zugang benutzen, verdrängt, insbesondere dem Lehrbuch von Serge Lang (Algebra, Addison-Wesley, zuerst 1965).
1973 kam es zu einer Kontroverse zwischen Van der Waerden und Garrett Birkhoff (der zu den frühen Parteigängern der Noether-Schule in den USA zählte) um die Berücksichtigung englischer (Joseph Wedderburn zur Theorie der Algebren) und amerikanischer Mathematiker (Dickson) durch die Noether-Schule und damit auch in van der Waerdens Lehrbuch. Nach Birkhoff sei dies ein Beispiel für die Vereinnahmung der Ergebnisse anderer Mathematiker durch die Hilbert-Courant-Schule in Göttingen. Van der Waerden erwiderte, dass Wedderburns Beiträge einen prominenten Platz in den Vorlesungen von Emmy Noether einnähmen (die von Leonard Dickson allerdings weniger). Das war auch der Anlass für van der Waerden, in der Zeitschrift Historia Mathematica einen Aufsatz über die Quellen seines Buches zu veröffentlichen.

## Inhaltsverzeichnis
Band 1 enthält in der 9. Auflage die Kapitel Zahlen und Mengen, Gruppen, Ringe und Körper, Vektorräume und Tensorräume, Ganzrationale Funktionen, Körpertheorie, Fortsetzung der Gruppentheorie, Die Theorie von Galois, Ordnung und Wohlordnung von Mengen, Unendliche Körpererweiterungen, Reelle Körper.
Band 2 enthält in 9. Auflage die Kapitel Lineare Algebra, Algebren, Darstellungstheorie der Gruppen und Algebren, Allgemeine Idealtheorie der kommutativen Ringe, Theorie der Polynomideale, Ganze algebraische Größen, Bewertete Körper, Algebraische Funktionen einer Variablen, Topologische Algebra (Kapitel 20).

## Ausgaben
- Moderne Algebra. Unter Benutzung von Vorlesungen von E. Artin und E. Noether. 1. und 2. Teil (= Grundlehren der mathematischen Wissenschaften. Bände 33 und 34). 1. Auflage. Julius Springer, Berlin 1930 und 1931, doi:10.1007/978-3-662-41906-9 und doi:10.1007/978-3-662-42016-4 (243 und 216 S.).
  - 2., verbesserte Auflage 1937 und 1940, doi:10.1007/978-3-662-36434-5 und doi:10.1007/978-3-662-41905-2.
  - 1. Teil. 3. Auflage. Springer, Berlin/Göttingen/Heidelberg 1951.
  - Algebra. 4. Auflage (Teil 1) und 3. Auflage (Teil 2) 1955, doi:10.1007/978-3-662-01248-2 und doi:10.1007/978-3-662-22183-9.
  - 5. Auflage (Teil 1) und 4. Auflage (Teil 2) 1960 und 1959, doi:10.1007/978-3-662-01513-1 und doi:10.1007/978-3-662-21600-2.
  - 1. Teil. 6. Auflage 1964, doi:10.1007/978-3-662-01380-9.
  - Algebra. Unter Benutzung von Vorlesungen von E. Artin und E. Noether. Bände I und II (= Heidelberger Taschenbücher. Bände 12 und 23). 7. und 5. Auflage. Springer, Berlin/Heidelberg 1966 und 1967, doi:10.1007/978-3-642-96045-1.
  - Band I. 8. Auflage 1971, doi:10.1007/978-3-642-96044-4.
  - 9. (Band 1) und 6. Auflage (Band 2) 1993, doi:10.1007/978-3-642-85527-6 und doi:10.1007/978-3-642-58038-3 (Mit einem Geleitwort von Jürgen Neukirch).
- Englische, verbesserte Ausgabe: Modern Algebra. In part a development from lectures of E. Artin and E. Noether. Ungar, New York 1949 and 1950 (Vol. 1 übersetzt von Fred Blum und Vol. 2 von Theodore J. Benac).
  - 2. Auflage 1953.
  - Algebra. 1970 (Vol. 1 übersetzt von Fred Blum und Vol. 2 von John R. Schulenberger).
  - Englische Ausgabe zuletzt bei Springer 2003.
- Es erschienen auch Übersetzungen ins Russische (Nauka 1979), Japanische (3 Bände, Shoko Shuppansha, Tokio 1959), Chinesische und andere Sprachen.

## Zitate
I am often asked for advice on how to start out studying algebra and to most people I say: First read Van der Waerden, in spite of what has been done since. Jean Dieudonné, 1970